# 新竹縣峨眉鄉立圖書館
新竹縣峨眉鄉立圖書館為新竹縣峨眉鄉成立的公共圖書館，隸屬於峨眉鄉公所。